# Grymlings
Grymlings var en svensk superrockgrupp som var aktiv i två omgångar, 1990-1992 och 2004-2005. Den skapades av Mikael Rickfors och bestod i första perioden av honom, Pugh Rogefeldt, Göran Lagerberg och Magnus Lindberg. När gruppen skulle återskapas 2004 avböjde Pugh Rogefeldt att vara med och ersattes av Mats Ronander. 
Gruppen fick sitt namn efter Rickfors gård på Gotland, där debutalbumet spelades in. Även andra musiker hade erbjudits att vara med i gruppen, men avböjde: Ulf Lundell eftersom han kände sig obekväm med att vistelsen på gården skulle filmas och Peps Persson med motiveringen att han kände sig musikaliskt obekväm.

## Historia
Namnet på gruppen kommer från gården Grymlings i Eksta socken på sydvästra Gotland (strax innanför Karlsöarna). Rickfors ägde gården sedan senare delen av 1980-talet och här spelades debutalbumet Grymlings in under sommaren 1990. Det var ljudteknikern Micke Lyander (från Sandkvie studio) som fick uppgiften att göra om rummen på huvudbyggnadens övervåning till en tillfällig inspelningsstudio. Ljuddämpning ordnades på enklaste sätt mellan de olika rummen, t. ex. med madrasser och golvmattor. Producent var Lasse Lindbom. Han och  flera andra medverkande hade med sig sina familjer, så att de kunde passa på att fira semester samtidigt. Allt detta framgår av dokumentärfilmen "Grymlings - projektet" som visades på dåvarande TV2 i samband med att albumet lanserades. Filmen finns att se på Youtube.
Skivan blev en stor kommersiell framgång och sålde 170 000 exemplar. Den stora hitlåten var Rogefeldts "Mitt bästa för dig", vilken låg 23 veckor på Svensktoppen 1990–1991, 14 av dessa på förstaplatsen. Kent Finell valde 1992 ut låten som en av de 50 bästa Svensktoppslåtarna någonsin. Även skivans andra singel, "Där gullvivan blommar", blev framgångsrik med 22 veckor på Svensktoppen 1991–1992, med en andraplats som bästa placering.
År 1992 kom uppföljaren Grymlings II som spelades in i NordHansen Studio i Stockholm. Skivan låg som bäst på en elfteplats på albumlistan. Låtarna "En glädjesång" och "Väntar på en vän" tog sig in på Svensktoppen.
Hösten 2004 återförenades bandet på nytt och spelade in det tredje albumet Grymlings III, vilket utgavs 2005. Rogefeldt hade nu lämnat bandet och ersatts av Mats Ronander. Anledningen till medlemsbytet var att Rogefeldt inte ansåg sig ha tid med Grymlings. I en annan intervju gav dock Rogefeldt ett annat motiv till sitt avhopp: "tio år efteråt ville boysen göra en revival och vi hade ett möte. Men jag kände att vi inte skulle kunna återupprepa det på ett värdigt sätt, så jag sa: Tyvärr killar, jag är inte med."
Grymlings III nådde en tiondeplats på den svenska albumlistan. Ingen av singlarna tog sig in på singellistan, men låten "Moder Svea" tog sig in på Svensktoppen. Skivan fick negativa recensioner i pressen.

## Medlemmar
Senaste medlemmar
- Göran Lagerberg – sång, basgitarr (1990–1992, 2004–2005)
- Magnus Lindberg – sång, munspel (1990–1992, 2004–2005)
- Mikael Rickfors – sång, gitarr, piano (1990–1992, 2004–2005)
- Mats Ronander – sång, gitarr, munspel (2004–2005)

Tidigare medlemmar
- Pugh Rogefeldt – sång, gitarr, munspel (1990–1992)

Studiomusiker
- Johan Åkerfeldt – trummor
- Nicci Notini Wallin – trummor, gitarr
- Lasse Lindbom – akustisk gitarr
- Mikael Nord Andersson – gitarr, steel-gitarr, mandolin
- Hasse Olsson – keyboard
- Micke Lyander – slagverk
- Niklas Medin – keyboard
- Klas Anderhell – trummor
- Mats Lindfors – basgitarr, gitarr, mandolin
- Benneth Fagerlund – dragspel, orgel, piano

## Diskografi

### Studioalbum
| 1990                                            | Grymlings - Släppt: 1990 - Skivbolag: WEA (9031-73002-1 / 9031-73002-2) - Format: Vinyl, CD    | 3  |
| 1992                                            | Grymlings II - Släppt: 1992 - Skivbolag: WEA (4509-90917-1 / 4509-90917-2) - Format: Vinyl, CD | 11 |
| 2005                                            | Grymlings III - Släppt: 2005 - Skivbolag: MNW (MNWCD 399) - Format: CD                         | 10 |
| "-" betecknar album som inte gick in på listan. |                                                                                                |    |

### Samlingsalbum
| År   | Albumdetaljer                                                                      |
| ---- | ---------------------------------------------------------------------------------- |
| 2000 | Guldkorn - Släppt: 29 september 2000 - Skivbolag: Warner Music Sweden - Format: CD |

### Singlar
| År   | Titel                           | B-sida                            | Album         |
| ---- | ------------------------------- | --------------------------------- | ------------- |
| 1990 | "Mitt bästa för dig"            | "Om jag inte kan bli din"         | Grymlings     |
| 1990 | "Där gullvivan blommar"         | "Christine"                       | Grymlings     |
| 1992 | "En glädjesång"                 | "Om du ser mig"                   | Grymlings II  |
| 1993 | "Allt som jag kan ge dig"       | "Landet man inte kan nå"          | Grymlings II  |
| 1993 | "Väntar på en vän"              | "Lysa" / "Landet man inte kan nå" | Grymlings II  |
| 2005 | "Moder Svea"                    |                                   | Grymlings III |
| 2005 | "Där går min älskling"          |                                   | Grymlings III |
| 2005 | "Det är något särskilt med dig" |                                   | Grymlings III |

### Fotnoter
1. 1 2  Gradvall et al (2009), nr. 736
2. ↑  ”Svensktoppen 1990”. Sveriges Radio. http://sverigesradio.se/diverse/appdata/isidor/files/2023/3486.txt. Läst 21 januari 2013.
3. 1 2  ”Svensktoppen 1991”. Sveriges Radio. http://sverigesradio.se/diverse/appdata/isidor/files/2023/3487.txt. Läst 21 januari 2013.
4. ↑  ”Grymlings”. Svensk mediedatabas. http://smdb.kb.se/catalog/search?q=Grymlings&sort=OLDEST. Läst 22 januari 2013.
5. 1 2  ”Svensktoppen 1992”. Sveriges Radio. http://sverigesradio.se/diverse/appdata/isidor/files/2023/3488.txt. Läst 21 januari 2013.
6. 1 2 3  Placeringar på den svenska albumlistan. swedishcharts.com. Hung Medien. Läst 21 oktober 2012.
7. ↑  ”Svensktoppen 1993”. Sveriges Radio. http://sverigesradio.se/diverse/appdata/isidor/files/2023/3489.txt. Läst 21 januari 2013.
8. ↑  Dahlbom, Anders. ”Grymlings tillbaka - med Mats Ronander”. Expressen. http://www.expressen.se/noje/musik/grymling-tillbaka---med-mats-ronander/. Läst 23 januari 2013.
9. ↑  Roos, Malin (27 oktober 2012). ”Pugh Rogefeldt: "I dag är jag en bättre pappa"”. Expressen. http://www.expressen.se/noje/pugh-rogefeldt-i-dag-ar-jag-en-battre-pappa/. Läst 23 januari 2013.
10. ↑  ”Svensktoppen 2005”. Sveriges Radio. http://sverigesradio.se/sida/topplista.aspx?programid=2023&date=2005-05-01. Läst 23 januari 2013.
11. ↑  ”Grymlings III”. Kritiker.se. http://kritiker.se/skivor/grymlings/grymlings/. Läst 22 januari 2013.